# 4 Pułk Piechoty Legionów
4 pułk piechoty Legionów (4 pp Leg.) – oddział piechoty Wojska Polskiego w latach 1918-1939.

## Formowanie i udział w wojnie polsko-ukraińskiej
Kraków
1 listopada 1918 w Krakowie gen. bryg. Bolesław Roja polecił mjr. Edwardowi Szeraucowi, byłemu dowódcy III batalionu 4 pułku piechoty Legionów Polskich, utworzenie 4 pułku piechoty. Następnego dnia mjr Szerauc wydał pierwszy rozkaz pułkowy. Do pułku wcielono kompanię chrzanowską kpt. Jażdżyńskiego i Batalion Zapasowy 16 pułku strzelców (austriacki) z Opawy.
19 listopada pułk wysłał na front wojny polsko-ukraińskiej pierwsze pododdziały: kompanie ppor. Klicha i ppor. Ogrodnika pod wspólnym dowództwem por. Krudowskiego. 8 grudnia II batalion kpt. Grzybowskiego. 8 stycznia 1919 roku kompanie por. Kosiby i por. Berlinga (dawna kompania chrzanowska). 28 stycznia 8 kompania kpt. Kosiby skierowana została na Śląsk Cieszyński.
5 lutego III batalion (w stadium organizacji) i batalion zapasowy pod dowództwem mjr. Szerauca wyjechał do Jabłonny, na koncentrację wszystkich pułków legionowych.
Lwów
W obronie Lwowa uczestniczyła kompania kpt. de Laveaux. 20 listopada do miasta przybyła kompania jarosławska por. Kaszy i kompania por. Krudowskiego z Krakowa, a następnego dnia kompania por. Feliksa Jędrychowskiego z Bochni. Wymienione pododdziały z czasem złączyły się w grupę kpt. de Laveaux, a następnie w IV batalion 4 pułku piechoty Legionów (pierwotnie I batalion).
Od 31 grudnia 1918 roku do 6 stycznia 1919 roku do Lwowa przybyły kompanie II batalionu kpt. Grzybowskiego. 10 stycznia do miasta dotarła kompania marszowa por. Klimka z Krakowa.
13 stycznia we Lwowie została zorganizowana Grupa 4 pułku piechoty Legionów pod dowództwem kpt. Grzybowskiego. W skład grupy weszły dwa bataliony: I (IV) - kpt. de Laveaux i II – kpt. Krudowskiego.
18 stycznia grupa kpt. Grzybowskiego została przemianowana na 4 pułk piechoty Legionów. Dowództwo pułku przejął ppłk Juliusz Zulauf. Dowództwo pułku w Krakowie zostało zlikwidowane.
Na początku lutego 1919 struktura organizacyjna pułku przedstawiała się następująco:
- Dowództwo 4 pp Leg. we Lwowie
- I batalion we Lwowie
- II batalion we Lwowie
- III batalion w Jabłonnie
- batalion zapasowy w Jabłonnie
- kompania sztabowa we Lwowie
- 4 kompania w okolicach Gródka Jagiellońskiego
- 10 kompania por. Berlinga w okolicach Gródka Jagiellońskiego

1 marca ppłk Zulauf przystąpił do reorganizacji pułku. Rozwiązał II batalion. 5 marca z I batalionu, uzupełnionego żołnierzami II batalionu, sformował nowy – IV batalion (13, 14, 15, 16 kompania i 4 kompania karabinów maszynowych) oraz 5 kompanię instruktorską.
29 marca 5 kompania instruktorska wyjechała do Jabłonny.
26 kwietnia do Jabłonny wyjechało dowództwo pułku wraz z IV batalionem ale bez 14 i 15 kompanii, które zostały włączone do Grupy 5 pułku piechoty Legionów.
Jabłonna
15 marca dowództwo nad III batalionem i batalionem zapasowym objął mjr Erwin Więckowski. Utworzono zalążki I i II batalionów. 5 kwietnia przybyła ze Lwowa 5 kompania instruktorska. 11 kwietnia na front pod Lidę wyjechał III batalion kpt. Jażdżyńskiego. 29 kwietnia przybyło dowództwo pułku i IV batalion. Zakończono organizację I i II batalionów.
5 maja na front wyjechał I batalion kpt. de Laveaux. 15 maja dowództwo pułku i II batalion. 28 maja 3 i 4 kompanie karabinów maszynowych sformowane w Zegrzu przez pchor. Stanisława Miljana, kompania szturmowa por. Feliksa Jędrychowskiego i kompania techniczna.
W grudniu 1919 batalion zapasowy pułku stacjonował w Kielcach.

### Kawalerowie Virtuti Militari
Żołnierze pułku odznaczeni Krzyżem Srebrnym Orderu Wojskowego Virtuti Militari
ppor. Tadeusz Bartoszek
szer. Szczepan Bielko
sierż. Antoni Bijowski
pchor. Bolesław Bytomski
sierż. Wincenty Czulak
por. Jan Danek nr 6232
kpt. Władysław Michał Dec
st. sierż. Franciszek Dworniczek
kpt. Stanisław Firlicz Szemli
chor. Karol Furch
kpr. Wawrzyniec Galja
śp. plut. Aleksander Godusz
sierż. Franciszek Grabowiecki
sanit. Teresa Grodzińska
ppłk January Grzędziński ps. „Bolesławski” (nr 6021)
ppłk Witold Grzybowski
kpr. Józef Gubernat
szer. Tomasz Gugla
kpt. dr Zygmunt Gutek
kpt. Józef Haluta
wchm. Józef Heidenreich
plut. Bronisław Hendzlowski
mjr Józef Hoszowski
ppor. Władysław Hoszowski
por. Henryk Jackowski Soplica
śp. chor. Stefan Jamróg
kpt. Henryk Jancarz
mjr Kazimierz Janicki Rola
por. Stanisław Jaros
sierż. Zygmunt Jarosz
por. Kazimierz Jarzębiński
mjr Stefan Jażdżyński
kpt. Feliks Jędrychowski
kpt. Stefan Jędrychowski
chor. Jan Henryk Jedynak
kpt. Franciszek Jeżowski
plut. Michał Kamionka
sierż. Władysław Karpiel
kpt. Władysław Kasza
chor. Józef Kempf Gewont
st. szer. Stanisław Kiełbasa
mjr Jan Kiesler
mjr Kazimierz Korski vel Klakurka nr 6032
kpt. Franciszek Klein
kpt. Stanisław Klementowski nr 6206
sierż. Antoni Klimas
kpt. Stanisław Klimek
por. Józef Klisiewicz
plut. Jakub Kohlhoffer
ppor. Leon Kołaczkowski
płk lek. dr Jan Kołłątaj-Srzednicki
śp. ppor. Władysław Tęcza ps. „Kondycki” nr 6227
kpr. Jerzy Kopeczny
plut. Stanisław Korczyński
mjr Jan Korkozowicz ps. Mieczysław Radek nr 6033
plut. Jakub Korman
chor. Kazimierz Kosiba
st. sierż. Jakub Kowalski
sierż. Franciszek Kozub
kpt. Jan Kraus
por. Kazimierz Krieger
kpr. Ignacy Krupa
kpr. Władysław Krupa
ppor. Antoni Krzesiński
kpt. Stanisław Krzysik
plut. Kazimierz Krzyszkowski
kpr. Stanisław Krzysztoń
por. Józef Książkiewicz
kpr. Antoni Kucharski
mjr lek. dr Teofil Kucharski
sierż. Stefan Kumala
kpr. Karol Kura
ppłk Józef Kustroń
kpt. Kazimierz Orłowicz-Kuta
st. szer. Edward Kuźnicki
chor. Bronisław Laliczyński (nr 6261)
kpt. Adam Lewicki
mjr Józef Lewicki
sierż. Józef Łabusz
sierż. Franciszek Łatas
por. Leopold Łopuszański
st. sierż. Marian Macherski
chor. Eugeniusz Majkuciński
kpt. Gustaw Maliński
sierż. Leon Marchwicki
kpt. Józef Marcickiewicz
kpt. Michał Markowski
por. Stanisław Mastek
ppor. Stanisław Michalewski nr 6244
kpt. Franciszek Mielnicki
ppor. Stanisław Milian
ppor. Mieczysław Miś
szer. Jan Mleczko
st. szer. Mojżesz Munczyk
kpt. Zdzisław Nowakowski
ppor. Leopold Okulicki
szer. Marcin Ostrowski
pchor. Roman Otto
por. Adam Pasiewicz nr 6238
pchor. Antoni Patla
ppłk Bronisław Pieracki
chor. Ludwik Piotrowski
kpt. Józef Płonka
mjr Karol Polakiewicz
kpr. Józef Popek
mjr Marian Prosołowicz
ppor. Tadeusz Pszonczak
kpt. Józef Relidzyński
kpt. Kazimierz Ring
chor. Janusz Roliński
kpt. Witold Rosołowski
ppor. Zdzisław Rosołowski
por. Mieczysław Rutkowski
chor. Władysław Sak nr 6287
kpt. Stanisław Scheuring
kpt. Jan Seemann
mjr Adam Sikorski
sierż. Stanisław Sitowicz
kpr. Andrzej Skraba
kpt. Edmund Smidowicz
ppor. Florian Smitkowski
mjr Władysław Smolarski
ppłk Mieczysław Smorawiński
sierż. Antoni Środowski
plut. Marcin Stalmach
kpt. Stanisław Stawarz
por. lek. dr Leon Sternberg Michnowski
sierż. Tadeusz Struzik
por. Józef Suchodolski
sierż. Antoni Surowiec
por. Stanisław Szczepaniec
kpt. Gustaw Szczerski
kpt. Józef Szeląg
ppłk Edward Szerauc
sierż. Franciszek Szpak
por. Waldemar Szwarchart
kpt. Kazimierz Szydłowski
por. Leopold Szyfer
sierż. Henryk Szymański
szer. Stanisław Szymański
szer. Bronisław Tański
sierż. Michał Tokarski
por. Tadeusz Tomanek
kpt. Stanisław Trella
por. Rudolf Witold Udołowicz
ppor. Bolesław Waligóra
chor. dr Józef Wasserberger
mjr Tadeusz Wasung
ppłk Erwin Więckowski (nr 6027)
ppor. Tadeusz Więckowski (nr 4550)
plut. Tadeusz Wiewiórkowski
plut. Aleksander Wojtarowicz
pchor. Alojzy Wójtowicz
por. Michał Wroński
kpt. Kazimierz Wyderko
ppor. Antoni Wyporek
plut. Władysław Zając
kpt. Rudolf Zanowiak
kpr. Jan Zastawniak
mjr Filip Zawada
mjr Wacław Zbrowski
kpr. lek. Maria Zdziarska
st. sierż. Roman Zieliński
st. szer. Wacław Zieliński
sierż. Edward Ziółkowski
kpr. Józef Zydroń
plut. Tomasz Żaba
kpr. Stanisław Żołnierz

## Pułk w okresie pokoju
W okresie międzywojennym 4 pułk piechoty Legionów stacjonował na terenie Okręgu Korpusu Nr X w garnizonie Kielce. Wchodził w skład 2 Dywizji Piechoty Legionów.
22 kwietnia nakazane zostało przeniesienie batalionu zapasowego 4 pp Leg. do stałego miejsca postoju - garnizonu Kielce. 31 maja batalion zapasowy kpt. Kulikowskiego wyjechał do Kielc. Po przybyciu batalion podporządkowany został dowódcy Okręgu Generalnego „Kielce”.

Za zasługi dla miasta, w 1928 pułk otrzymał honorowe obywatelstwo Kielc.
Na podstawie rozkazu wykonawczego Ministerstwa Spraw Wojskowych do Departamentu Piechoty o wprowadzeniu organizacji piechoty na stopie pokojowej PS 10-50 z 1930 roku, w Wojsku Polskim wprowadzono trzy typy pułków piechoty. 4 pułk piechoty zaliczony został do typu I pułków piechoty (tzw. „normalnych”). W każdym roku otrzymywał około 610 rekrutów. Stan osobowy pułku wynosił 56 oficerów oraz 1500 podoficerów i szeregowców. W okresie zimowym posiadał batalion starszego rocznika, batalion szkolny i skadrowany, w okresie letnim zaś batalion starszego rocznika i dwa bataliony poborowych.
Po wprowadzeniu w 1930 nowej organizacji piechoty na stopie pokojowej, pułk szkolił rekrutów dla potrzeb batalionu Korpusu Ochrony Pogranicza.
W połowie marca 1939 dwóch podoficerów i 68 szeregowych pod dowództwem por. Leona Pająka skierowanych zostało do Wojskowej Składnicy Tranzytowej na Westerplatte. Byli to wyszkoleni celowniczowie cekaemów oraz obsługa moździerzy i armatek przeciwpancernych.

### Obsada personalna w marcu 1939 roku
Obsada personalna i struktura organizacyjna w marcu 1939 roku:
Dowództwo, kwatermistrzostwo i pododdziały specjalne
- dowódca pułku – ppłk dypl. Bronisław Józef Laliczyński
- I zastępca dowódcy pułku – ppłk Aleksander Józef Idzik
- adiutant – kpt. Tadeusz Boguszewski
- starszy lekarz – mjr dr Jan Kapistran Bularski
- młodszy lekarz – por. lek. Bolesław Sylwestrowicz
- II zastępca dowódcy pułku – mjr Franciszek Jan Zabiegaj
- oficer mobilizacyjny – kpt. adm. (piech.) Stanisław Emanuel Turek–Niewiadomski
- zastępca oficera mobilizacyjnego – kpt. adm. (piech.) Witold Butwiłło
- oficer administracyjno–materiałowy – kpt. Franciszek Olechowski
- oficer gospodarczy – kpt. int. Michał Ungeheuer
- oficer żywnościowy – chor. Zdzisław Wydra
- dowódca kompanii gospodarczej i oficer taborowy – por. tab. Jan Niepokojczycki
- kapelmistrz – ppor. rez. pdsc Marian Józef Łęgowski
- dowódca plutonu łączności – por. Julian Lesław Szołowski
- dowódca plutonu pionierów – kpt. Michał Kędziora
- dowódca plutonu artylerii piechoty – por. art. Franciszek Piasek
- dowódca plutonu przeciwpancernego – por. Zbigniew Michał Józef Buczek
- dowódca oddziału zwiadu – ppor. Jan Kazimierz Batko

I batalion
- dowódca batalionu – vacat
- dowódca 1 kompanii – kpt. Edward Sikorski
- dowódca plutonu – chor. Bronisław Appel
- dowódca 2 kompanii – kpt. Ignacy Witkowski
- dowódca 3 kompanii – p.o. por. Antoni Józef Opuchlik
- dowódca plutonu – ppor. Józef Franciszek Januszewski
- dowódca 1 kompanii karabinów maszynowych – kpt. Julian Edward Dziedziniewicz
- dowódca plutonu – ppor. Marian Józef Mieczysław Zagórski
- dowódca plutonu – chor. Jan Grosicki

II batalion
- dowódca batalionu – mjr Jerzy Cyryl Radomski
- dowódca 4 kompanii – kpt. Eugeniusz Franuś
- dowódca plutonu – por. Franciszek Janicki
- dowódca 5 kompanii – kpt. Jerzy Dąbrowski
- dowódca plutonu – ppor. Piotr Jakubiak
- dowódca plutonu – ppor. Michał Stanisław Lejko
- dowódca 6 kompanii – kpt. Piotr Dolemba
- dowódca plutonu – ppor. Stanisław Antoni Bobiński
- dowódca plutonu – ppor. Adolf Jan Burzyński
- dowódca 2 kompanii karabinów maszynowych – kpt. Przemysław Tadeusz Orczykowski
- dowódca plutonu – por. Leon Henryk Cel

III batalion
- dowódca batalionu – mjr Franciszek Ruszar
- dowódca 7 kompanii – kpt. Sylwester Mielczarski
- dowódca plutonu – por. Jan Grela
- dowódca 8 kompanii – kpt. Józef Różański
- dowódca plutonu – ppor. Kazimierz Tadeusz Abrahamik
- dowódca plutonu – chor. Stefan Abiuch
- dowódca 9 kompanii – por. Władysław Dański
- dowódca plutonu – ppor. Stefan Wrona
- dowódca plutonu – ppor. Franciszek Józef Czyczul
- dowódca 3 kompanii karabinów maszynowych – kpt. Antoni Grusiecki
- dowódca plutonu – por. Stanisław Marian Fiałek
- dowódca plutonu – chor. Józef Zbigniew Jawor
- na kursie – por. Henryk Jaworski
- na kursie – por. kontr. Borys Kardasiewicz
- w szpitalu – por. Bolesław Wawrzkiewicz

Dywizyjny Kurs Podchorążych Rezerwy 2 DP
- dowódca – mjr Boguchwał Stanisław Ogłaza
- dowódca plutonu – por. Tadeusz Horodyski
- dowódca plutonu – por. Mieczysław Osuch
- dowódca plutonu – por. Franciszek Jan Salamoński
- dowódca plutonu – ppor. Jan Ksawery Młodożeniec

4 obwód przysposobienia wojskowego „Kielce”
- kmdt obwodowy PW – kpt. piech. Tadeusz Konasiewicz
- kmdt miejski PW Kielce – por. kontr. piech. Henryk Kazimierz Ryżewski
- kmdt powiatowy PW Kielce – kpt. kontr. piech. Tadeusz Jan Krzyszkowski
- kmdt powiatowy PW Jędrzejów – kpt. adm. (piech.) Adolf Julian Pawlikowski
- kmdt powiatowy PW Pińczów – ppor. kontr. piech. Bronisław Ciba
- kmdt powiatowy PW Stopnica [m.p. Busk] – kpt. piech. Leonard Cholewa

## 4 pp Leg. w kampanii wrześniowej

### Mobilizacja
Mobilizację alarmową w 4 pułku piechoty Legionów rozpoczęto, tak jak w całym Okręgu Korpusu nr X, 27 sierpnia 1939 o godz. 18.00. Mobilizację alarmową prowadzono w Kielcach w grupie żółtej i brązowej20 mobilizując pododdziały:
- w grupie brązowej20 w czasie G20+30, 4 pp Leg. zmobilizował:
- kompanię km plot. typ B nr 103,
- kompanię km plot. typ B nr 104.

- w grupie żółtej w czasie A+24:
- kompanię asystencyjną nr 109,
- kompanię asystencyjną nr 110,
- kompanię asystencyjną nr 111.

- w grupie żółtej w czasie od A+24 do A+36:
- 4 pułk piechoty Legionów na etatach wojennych w pełnym ukompletowaniu.

- w grupie żółtej w czasie A+40:
- kompanię asystencyjną nr 196.

W II rzucie mobilizacji powszechnej w czasie od X+3 do X+5 zmobilizowano:
- 154 pułk piechoty bez III batalionu,
- batalion marszowy 4 pp Leg.[19].

Po przeprowadzeniu mobilizacji i zaprzysiężeniu pułku rozpoczęto przygotowania do wyjazdu w rejon koncentracji macierzystej 2 DP Leg. Jako pierwszy wyjechał transportem kolejowym z Kielc I batalion, w ślad za nim dowództwo i kwatermistrzostwo pułku. W następnych dniach sukcesywnie w miarę podstawiania transportów kolejowych wyjeżdżały bataliony III i II oraz samodzielne pododdziały pułkowe (kompanie i plutony). 4 pp Leg. koncentrował się pod Czestkowem i Ostrowiem na wschód i południowy wschód od Łasku. Pułk wraz z 2 DP Leg. wszedł w skład Armii „Łódź”. 4 pp Leg. wraz z 2 DP Leg. stanowił odwód armii.

### Działania bojowe
1 września na oddziały Armii „Łódź” wykonały główne uderzenie oddziały niemieckiej 10 Armii, zmuszając polskie oddziały do odwrotu na główną linię obrony armii przebiegającą wzdłuż linii rzek Warty i Widawki. Stosowny rozkaz do odwrotu na główną linię obrony wydał Naczelny Wódz marszałek Edward Rydz-Śmigły 2 września ok. godz. 17.00. 1 i 2 września 4 pp Leg. przebywał w rejonie koncentracji dywizji, gdzie podjął szkolenie i uzupełniał niedociągnięcia wynikłe w trakcie mobilizacji. Na rozkaz dowódcy Armii „Łódź” gen. dyw. Juliusza Rómmla dowódca 2 DP Leg. 3 września skierował 4 pp Leg. na prawe skrzydło 10 Dywizji Piechoty, na odcinek Męka-Piaski nad Wartą. 4 pułk piechoty Legionów podjął marsz wraz z II dywizjonem 2 pułku artylerii lekkiej Legionów. Kolumna główna pułku podjęła marsz poprzez Czesaków, Łask, Zduńską Wolę i Piaski. Kolumna boczna pułku maszerowała poprzez Czestków, Pruszków, Marzenin, Młodawin i Piaski. Po przybyciu na miejsce ok. godz. 22.00, dowódca pułku usłyszał, że nastąpiła zmiana rozkazów i ma odejść do lasów na południe od Luciejowa i tam podporządkowano legionistów pod rozkazy dowódcy 28 Dywizji Piechoty. Po krótkim odpoczynku 4 pp Leg. ok. godz. 1.00 4 września podjął dalszy marsz w rejon Luciejowa, gdzie dotarł ok. godz. 16.00. Skąd skierowany został kolejnym rozkazem w rejon stanowisk obronnych 72 pułku piechoty, gdzie mieli przygotować się do kontrataku na korzyść tego pułku. Żołnierze pułku wykonali w ciągu 72 godzin ponad 70-cio kilometrowy marsz po piaszczystych bezdrożach. Podczas zajmowania stanowisk przez 4 pułk i współpracujący II/2 pal Leg. otrzymał następny rozkaz marszu ponownie do 10 Dywizji Piechoty. W nocy 5 września „czwartacy” wyruszyli w rejon Sieradza celem wsparcia 30 pułku piechoty z 10 DP.           

#### W boju nad Wartą
Po dotarciu na miejsce ok. godz. 10.00 pułk zajął stanowiska wyjściowe do natarcia wspólnie z oddziałami 28 DP pod rozkazami dowódcy Piechoty Dywizyjnej 28 DP płk. dypl. Stefana Broniowskiego, na korzyść 10 DP. Pułk miał wykonać natarcie I batalionem na Strońsko, a II batalionem na Zapolice, III batalion w rejonie Ptaszkowic pozostał jako odwód dowódcy natarcia. Natarcie pułk miał wykonać tylko przy wsparciu własnego plutonu artylerii piechoty, z uwagi na opóźnienia w marszu II/2 pal Leg. z powodu wyczerpania koni ciągnących działa. Po oczekiwaniu na artylerię z uwagi na widoczne wzmocnienie niemieckich oddziałów w rejonie Zapolic o godz. 11.30 4 pp Leg. przystąpił do natarcia. Wspierający natarcie na Zapolice II batalionu, pluton artylerii piechoty został rozbity przez niemiecką artylerię strzelającą z zachodniego brzegu Warty. Nacierający na Strońsko I batalion dostał się w niemiecką nawałę ogniową ponosząc bardzo duże straty, poległ między innymi jego dowódca mjr Karol Olma. Pomimo tego batalion I/4 pp Leg. prowadził natarcie dalej posuwając się poprzez wzniesienia między Strońskiem, a Zapolicami. Strona niemiecka wprowadziła dodatkowy batalion zza Warty. Walczące strony zaległy na linii schronów bojowych naprzeciwko siebie. Bataliony nie otrzymały wsparcia artylerii polegli następni żołnierzy między innymi por. Marian Zagórski, ranni zostali por. Mieczysław Osuch i ppor. Uszycki i ppor. Abrahamik i wielu innych. Po kilku godzinach walki dotarły na miejsce oddziały artylerii 28 DP i II/2 pal Leg. udzieliły jedynie słabego wsparcia w walce 4 pp Leg. Ppłk. Bronisław Laliczyński wprowadził do walki odwodowy III batalion pułku za aprobatą dowódcy Piechoty Dywizyjnej 2 DP Leg. Natarcie III batalionu rozbiło w natarciu na bagnety kolumnę marszową niemieckiej piechoty, w lesie Marcelów batalion dostał się pod niemiecką nawałę artyleryjską. W silnym ogniu artylerii batalion III/4 pp Leg. załamał się psychicznie i w panice wycofał się na stanowiska wyjściowe, panika udzieliła się również taborom pułkowym. W rezultacie walczące dotychczas bataliony II i III wycofały się w rejon wyjściowy do natarcia w okolice Ptaszkowic. Stany w kompaniach spadły do 60-55% stanu wyjściowego, oprócz rannych i poległych ubyła większość żołnierzy z mniejszości narodowych. Żołnierze 4 pp Leg. ewakuowali swoich rannych z przedpola. Wyczerpani marszami i walką legioniści 4 pułku, sapali w odległości 1 km od stanowisk niemieckich, strona niemiecka nie prowadziła akcji patrolowej na przedpolu pozycji.

#### Odwrót
6 września o świcie pułk został skoncentrowany we wsi Marzenin, gdzie ppłk. Bronisław Laliczyński dokonał przeglądu pułku, żołnierzy nakarmiono. 6 i 7 września 4 pp Leg. dokonał przemarszu w kierunku rzeki Mrogi, osiągając lasy w Wronowie i Kolumnie. 4 pp Leg. maszerował przez Łódź jako ostatni oddział WP, pokonał do 8 września ponad 80 km wraz z 4 pułkiem maszerował 2 dywizjon artylerii ciężkiej. 2 DP Leg. weszła w skład Grupy gen. bryg. Władysława Bończy-Uzdowskiego, lecz już 9 września weszła w skład Grupy Operacyjnej gen. bryg. Wiktora Thommèe, dowództwo dywizji od 5 września praktycznie sprawował płk dypl. Antoni Staich po dezercji dowódcy dywizji płk. dypl. Edwarda Dojana-Surówki. W nocy 9/10 września 4 pp Leg. przeszedł przez Skierniewice i skierował się nad rzekę Rawkę, gdzie wraz z 3 pułkiem piechoty Leg. zajął obronne na linii rzeki. 10 września przed północą 4 pp Leg. wraz z 2 DP Leg. podjął marsz w kierunku Warszawy. Prowadzono marsz poprzez Bolimów, Miedniewice, Wiskitki, 4 pułk maszerował w straży przedniej dywizji. Rano 11 września dotarł do Wiskitek, skąd pomaszerował do wsi Gole. Maszerujący pułk utracił blisko 2/3 stanu osobowego, żołnierze byli wyczerpani fizycznie, brakowało wody i żywności oraz map. 

#### W boju o Błonie i Ołtarzew
11 września 4 pp Leg. dotarł w okolice Błonia, gdzie ok. godz. 20.00 zajął stanowiska wyjściowe wraz z 2 pułkiem piechoty Leg. do natarcia na Błonie w kierunku Warszawy. Ok. godz. 22.00 legioniści 4 pułku podjęli natarcie na pozycje niemieckiego pułku zmotoryzowanego SS-Leibstandarte Adolf Hitler. Odrzucono niemieckie oddziały, a część 4 pułku nie napotykając oporu przedarła się do Warszawy. Pozostała część podjęła pościg za cofającymi się nieprzyjacielem zdobywając w ciężkiej walce 12 września Święcice. Po ciężkich walkach 4 pp Leg. został wycofany do odwodu w Błoniu na wypoczynek. II batalion nie biorący udziału w walce zajmował stanowiska w Płochocinie. Batalion II/4 pp Leg. 13 września podjął natarcie w I rzucie natarcia dywizji wraz z 3 pp leg. Natarcie 3 pp Leg. na Umiastów zostało załamane. II batalion 4 pp Leg. uderzył na Ołtarzew, doszło do ciężkich walk, w tym wręcz, wśród rannych znalazł się kpt. Edward Sikorski i towarzyszący batalionowi ppłk. Bronisław Laliczyński. Natarcie batalionu utknęło, po kilku godzinach zostały wprowadzone do walki pozostałe siły 4 pp Leg. Natarcie pułku utknęło, w silnym ostrzale niemieckiej artylerii. Pozostawiony w styczności z nieprzyjacielem II batalion w Ołtarzewie prowadził walkę obronną, pozostałe siły pułku wycofane zostały przez ppłk. Laliczyńskiego do Zaborowa. Na rozkaz gen. Thommèego odwrót rozpoczęły 2 i 3 pp Leg. wraz z II/4 pp Leg. Na cofające się oddziały 2 DP Leg. natarcie wykonały oddziały niemieckiej 4 Dywizji Pancernej. Cofająca się 2 DP Leg. poniosła bardzo ciężkie straty osobowe, w sprzęcie i broni ciężkiej. Resztki rozbitych oddziałów wycofały się do Borzęcina Dużego, Zaborowa i dalej do Puszczy Kampinoskiej.

#### W obronie Modlina
14 września pozostałość pułku dotarła do Kazunia, a 16 września do Modlina. 2 DP Leg. zajęła odcinek „Zakroczym” od brzegów Wisły do Kosewa. Do Modlina docierały grupy żołnierzy wcześniej z rozbitych pododdziałów pułku oraz grupa żołnierzy, która wcześniej przedarła się do Warszawy z rejonu Błonia. 4 pp Leg. zajął obronę w II rzucie odcinka 2 DP Leg. W wyniku niemieckiego ostrzału artylerii i bombardowań lotniczych pułk ponosił dalsze straty, 20 września zmarł ranny wcześniej kwatermistrz pułku kpt. Jerzy Dąbrowski, 21 września ciężko ranny został I adiutant pułku kpt. Tadeusz Boguszewski. Pułk skapitulował w dniu 29 września wraz z garnizonem Modlina.  

### Mapy walk pułku

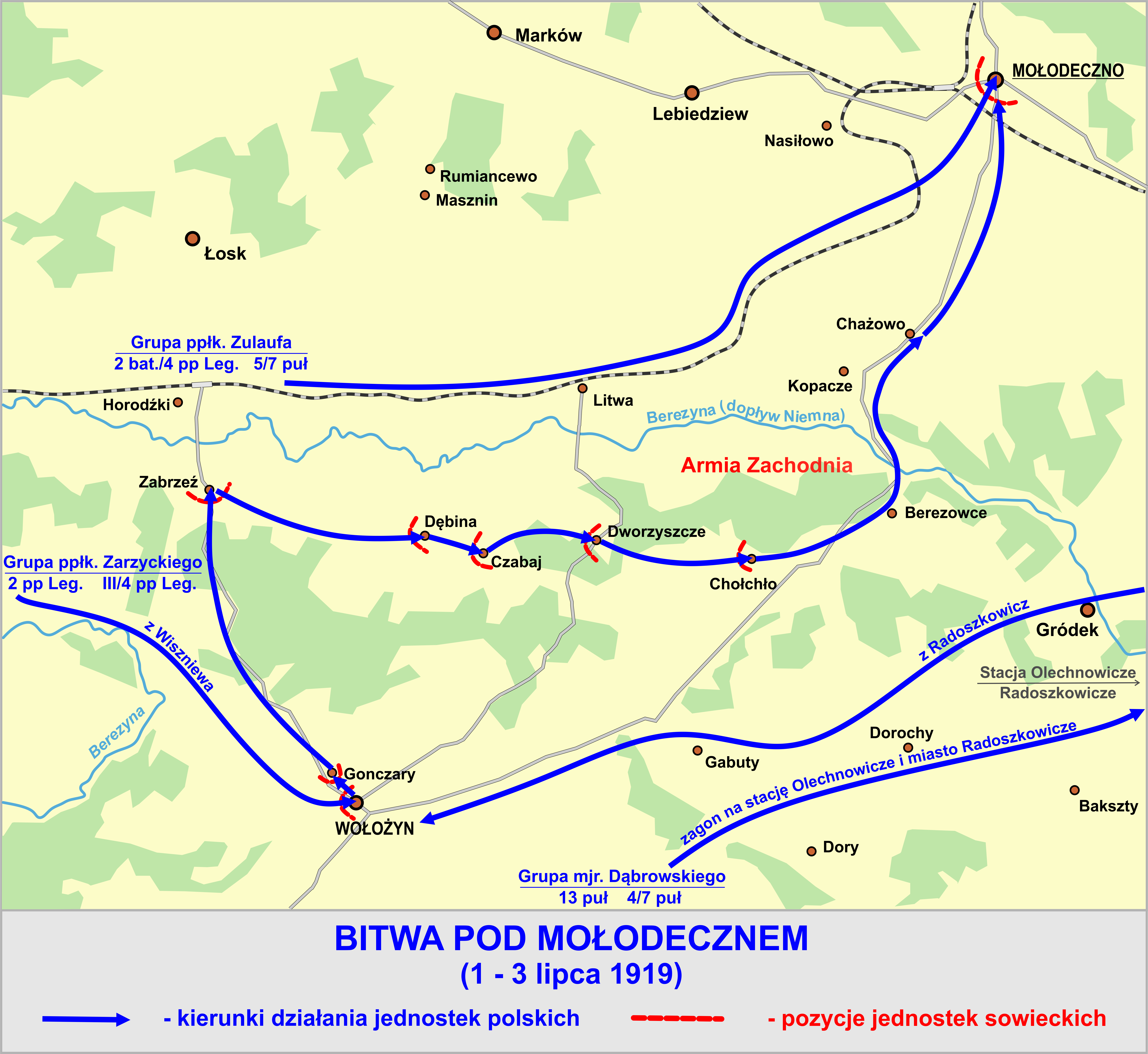
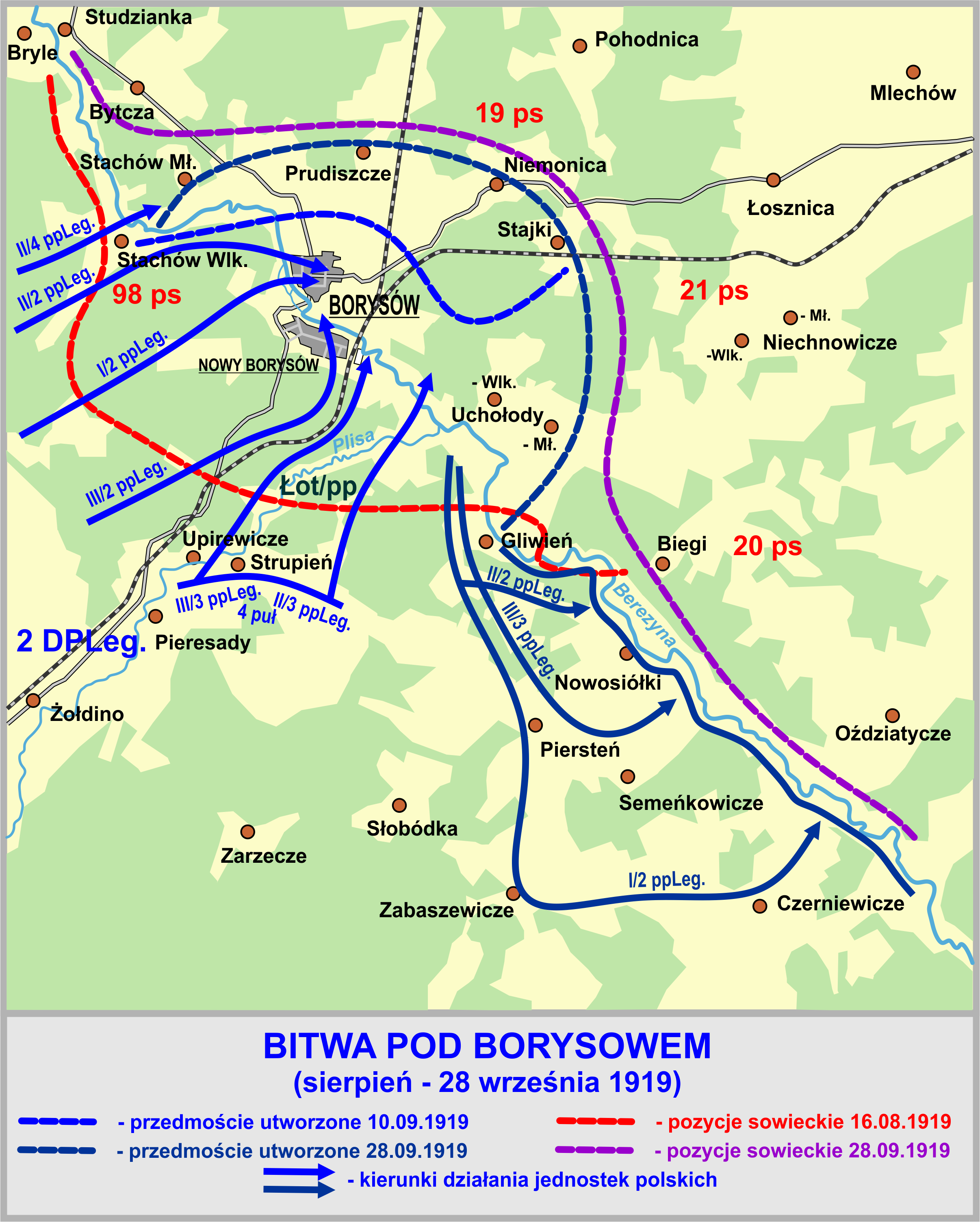
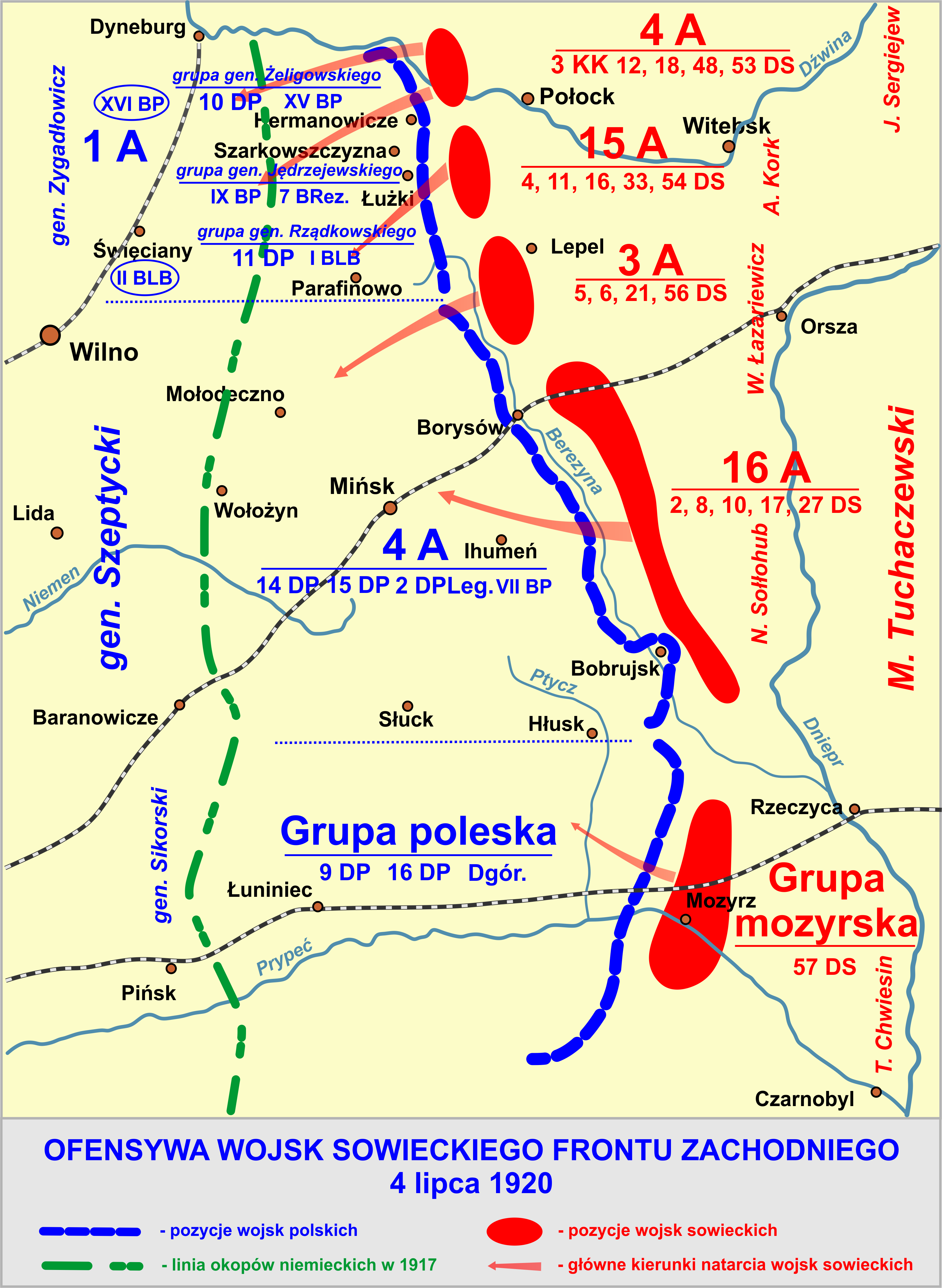
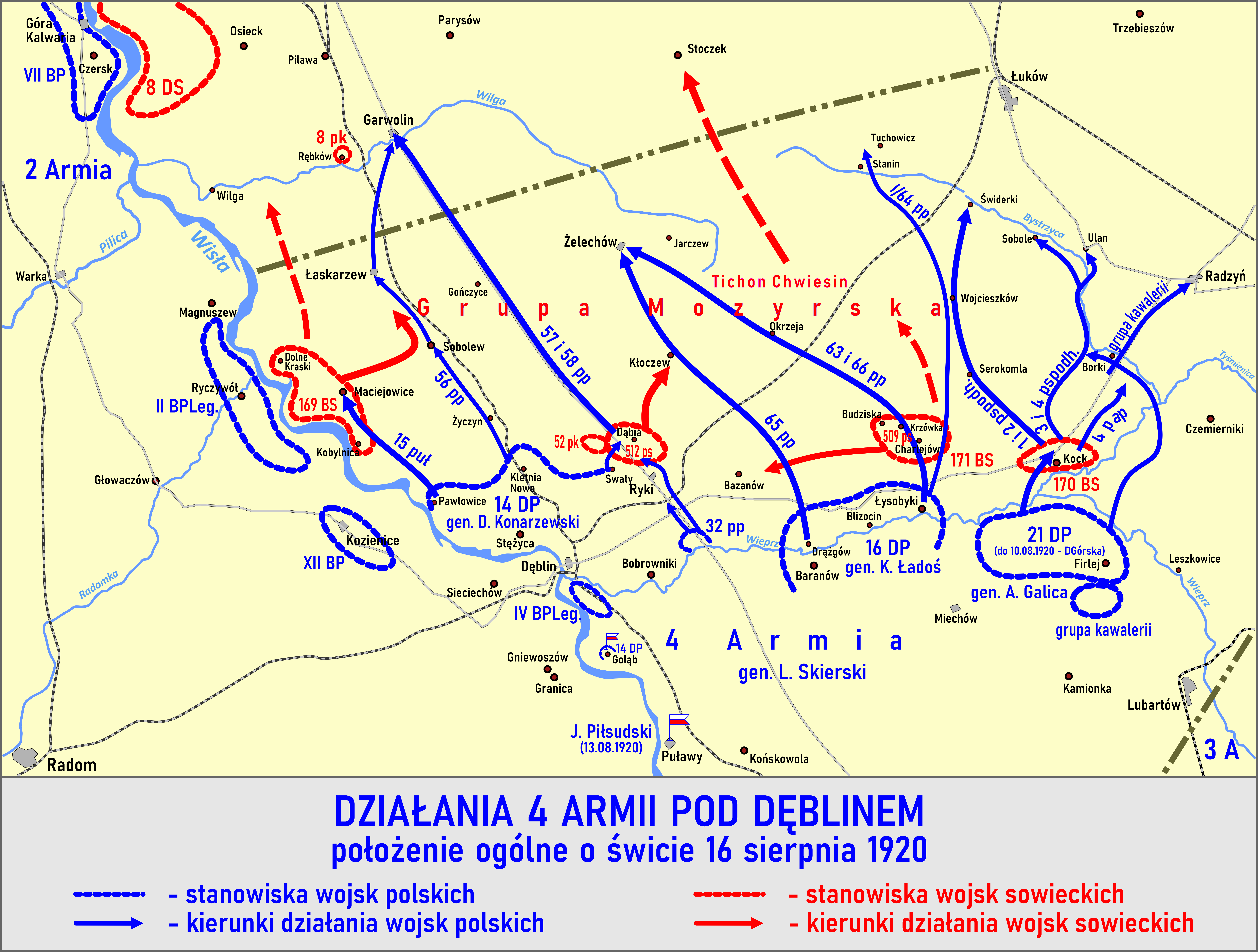
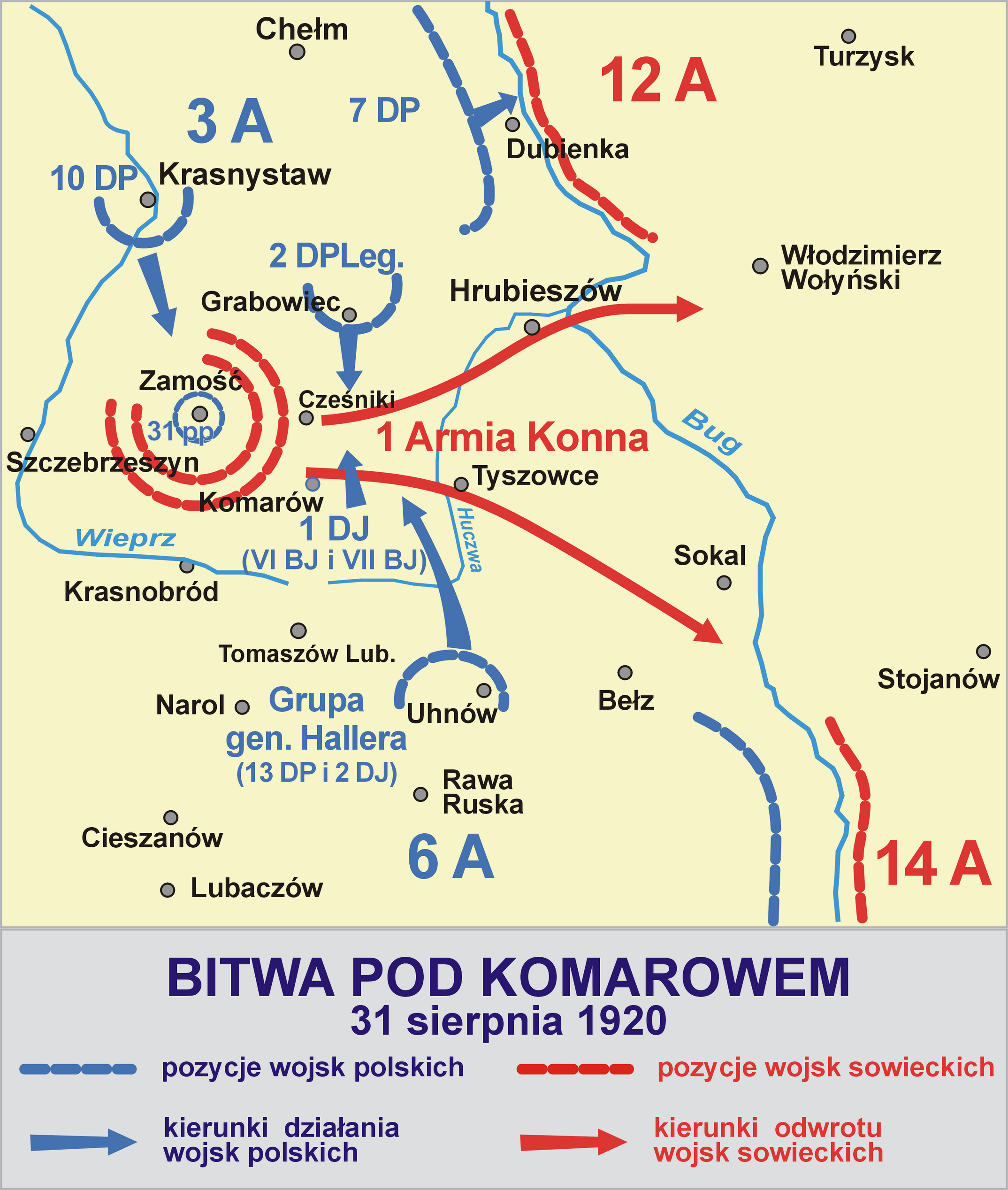
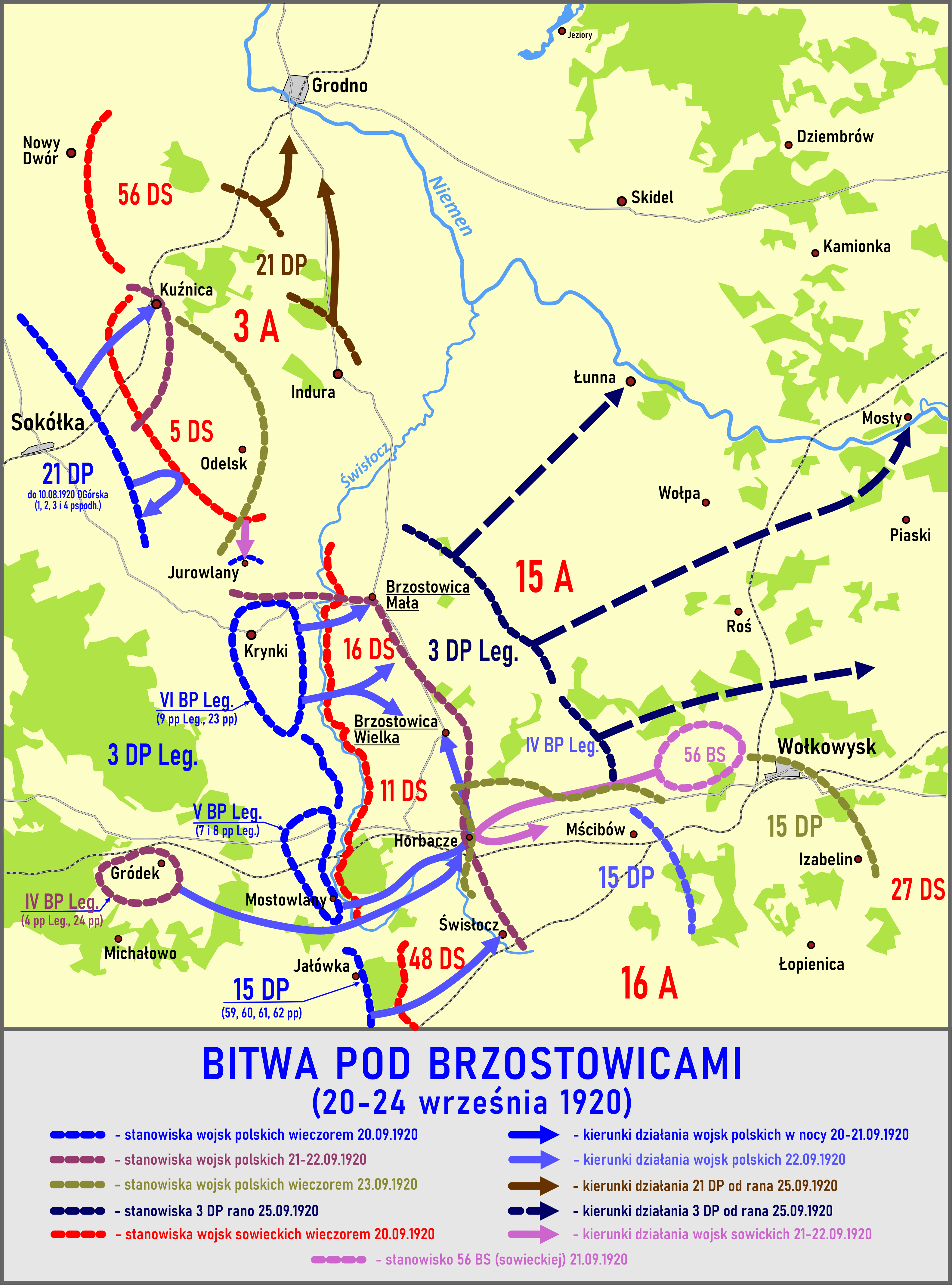
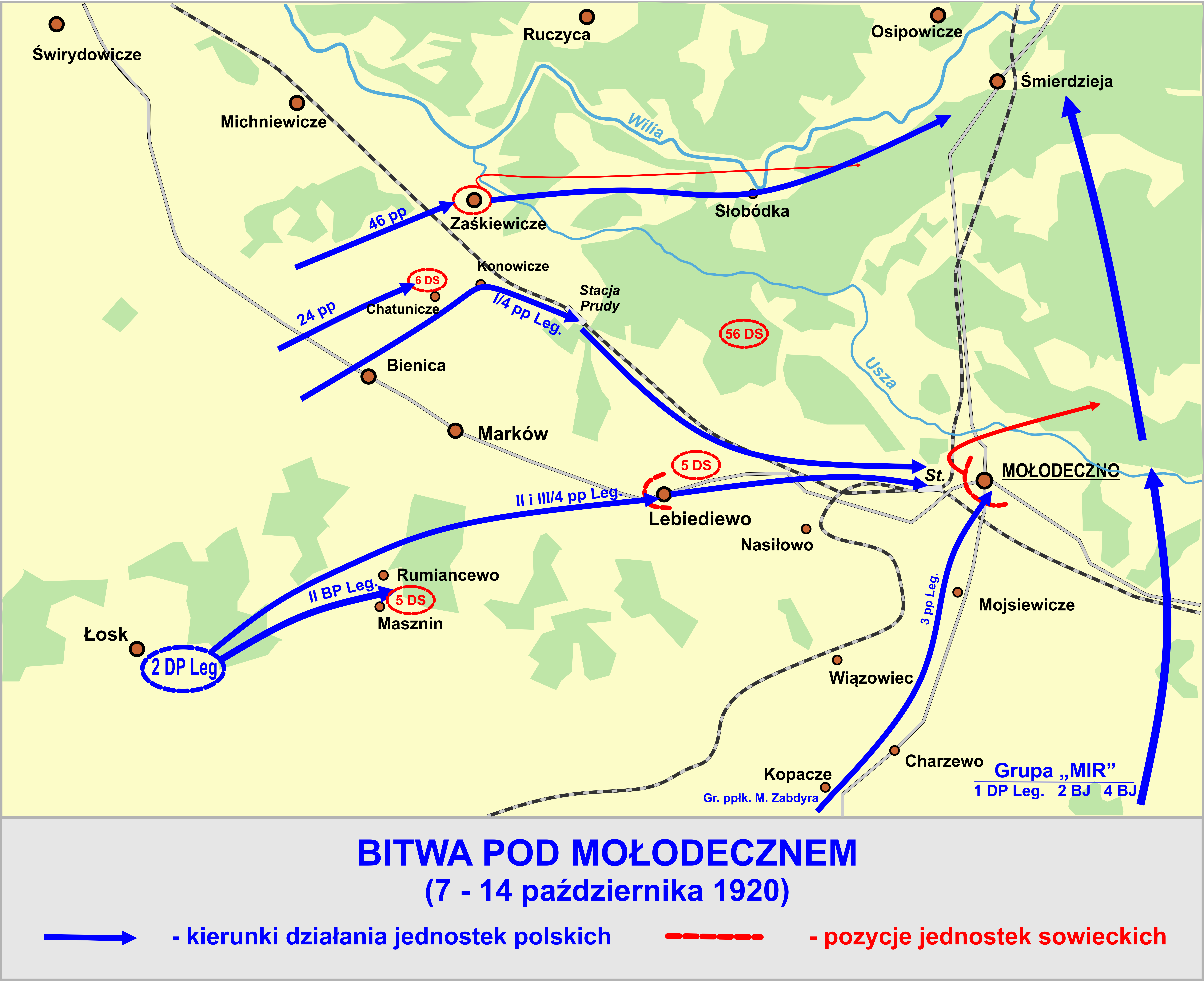

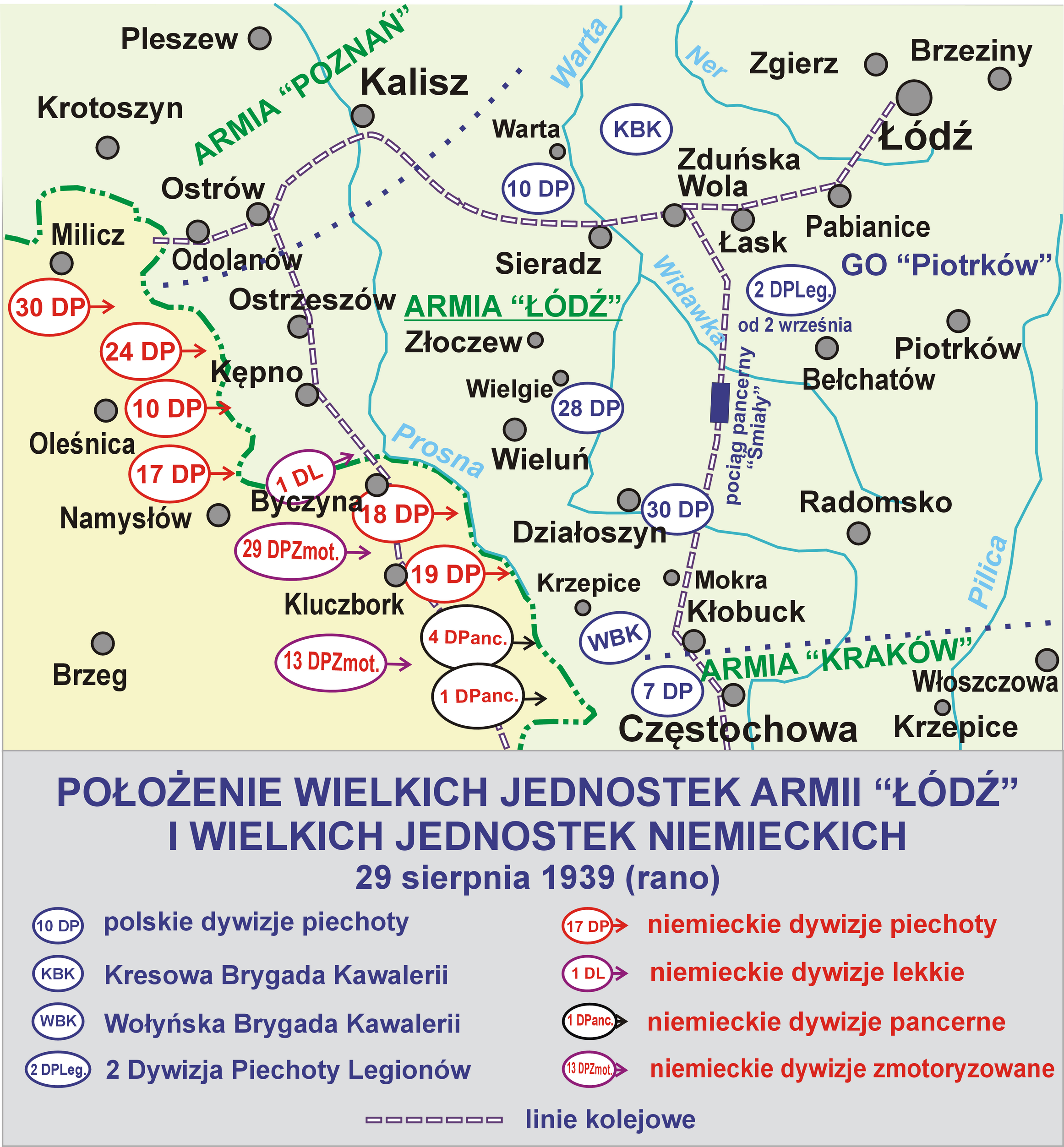
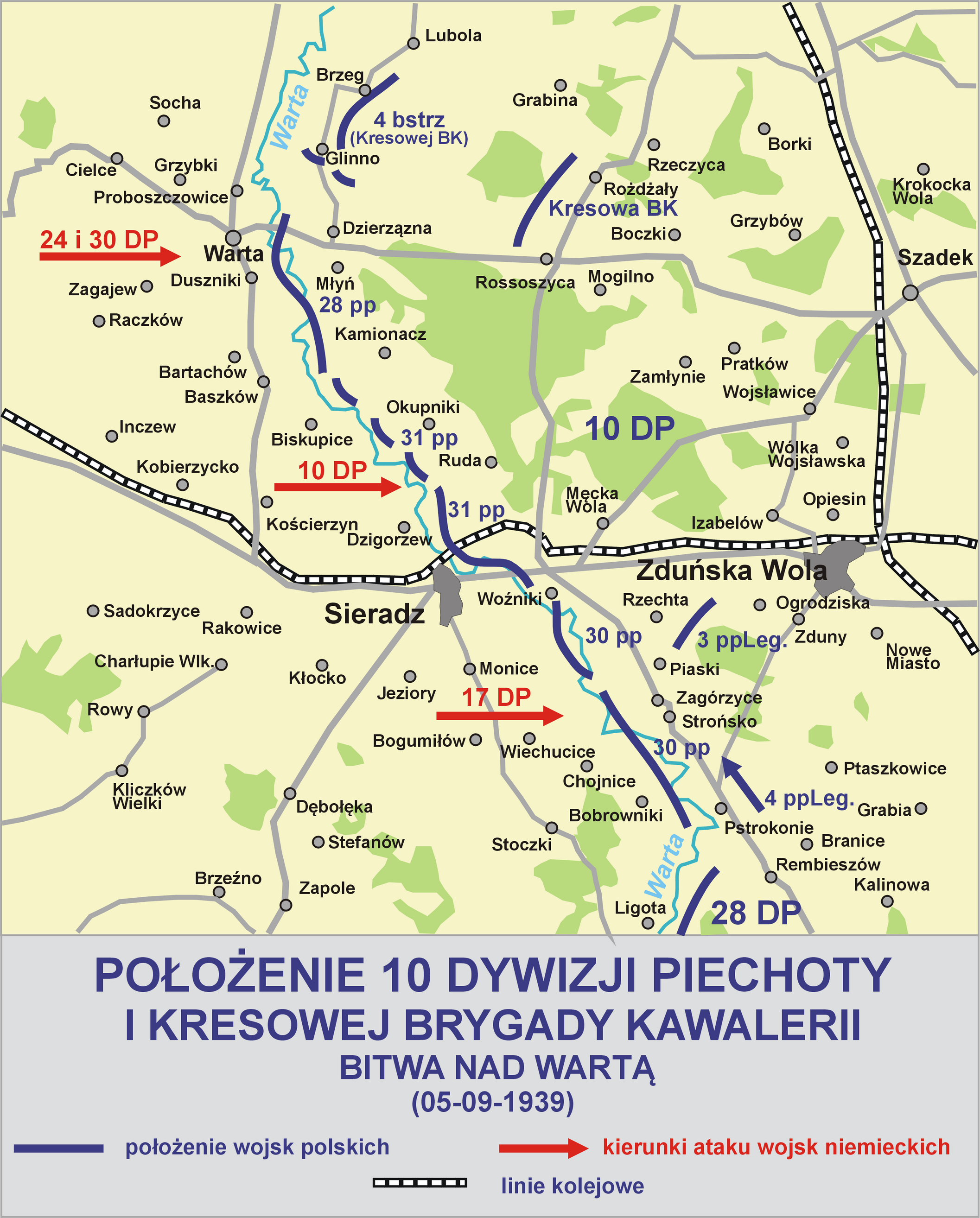
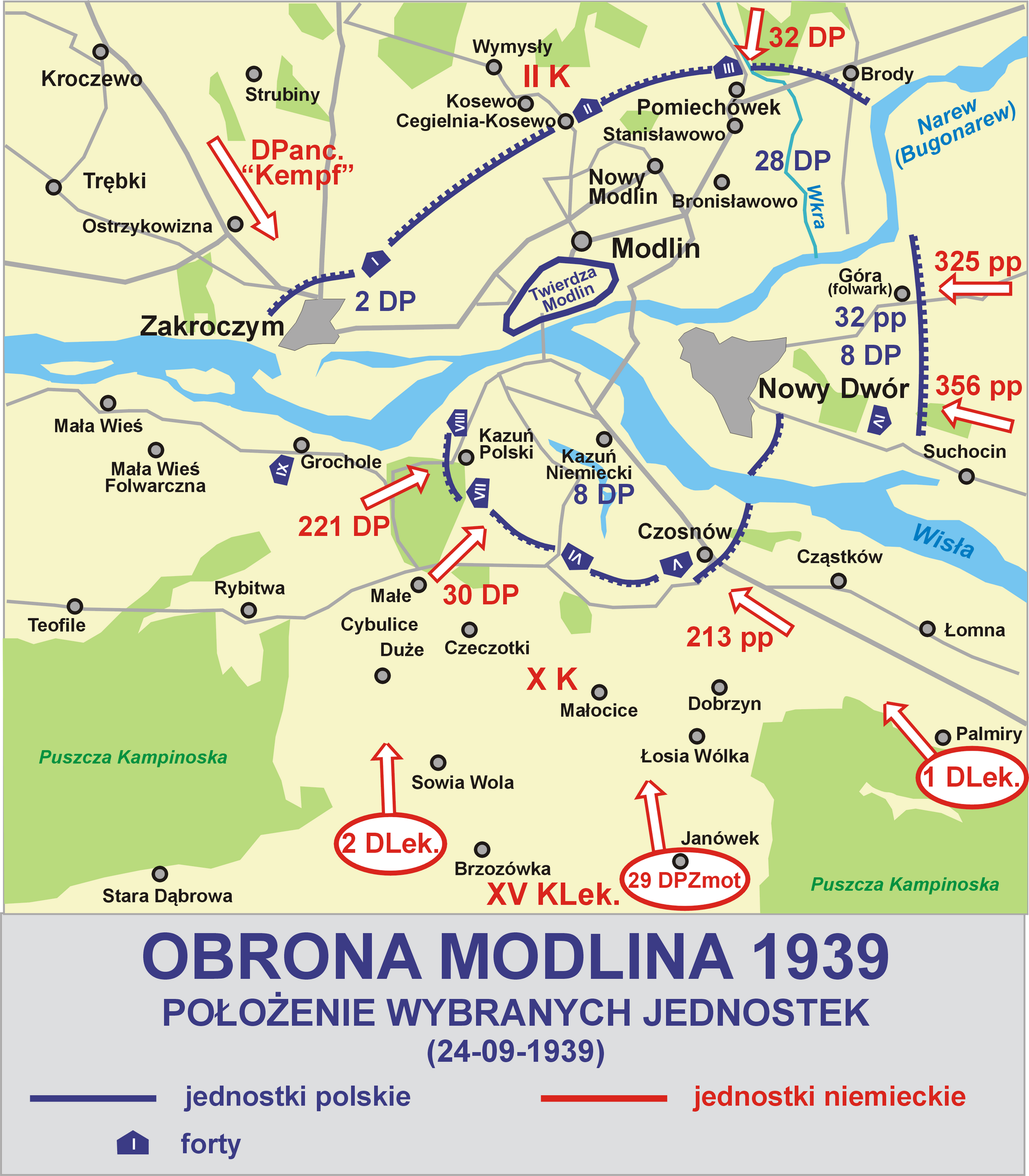

Obsada personalna we wrześniu 1939
Dowództwo
- dowódca pułku - ppłk Bronisław Laliczyński
- I adiutant – kpt. Tadeusz Boguszewski
- II adiutant – ppor. Jan Bus
- oficer informacyjny – ppor. Jan Batko
- oficer łączności – NN
- kwatermistrz – kpt. Jerzy Dąbrowski
- oficer płatnik - kpt. Michał Ungeheuer
- oficer żywnościowy – por. Stanisław Bartosiński
- naczelny lekarz – kpt. lek. dr Stanisław Sawicki[28]
- kapelan – ks. Stanisław Cieśliński
- dowódca kompanii gospodarczej – por. Jan Niepokojczycki

I batalion
- dowódca I batalionu – mjr Kazimierz Oima
- dowódca 1 kompanii strzeleckiej – por. Marian Zagórski
- dowódca 2 kompanii strzeleckiej - por. Henryk Jaworski
- dowódca 3 kompanii strzeleckiej – NN
- dowódca 1 kompanii ckm - kpt. Julian Dziedziniewicz

II batalion
- dowódca II batalionu - kpt. Edward Sikorski
- dowódca 4 kompanii strzeleckiej – NN
- dowódca 5 kompanii strzeleckiej - por. Mieczysław Osuch
- dowódca 6 kompanii strzeleckiej – ppor. Jakub Bobiński
- dowódca 2 kompanii ckm – kpt. Przemysław Orczykowski

III batalion
- dowódca III batalionu – mjr Franciszek Ruszar
- dowódca 7 kompanii strzeleckiej - kpt. Sylwester Mielczarski
- dowódca 8 kompanii strzeleckiej - por. Jan Grela
- dowódca 9 kompanii strzeleckiej – NN
- dowódca 3 kompanii ckm – kpt. Michał Kędziora

Pododdziały specjalne
- dowódca kompanii zwiadowczej - por. Stefan Żychoń
- dowódca kompanii przeciwpancernej - kpt. Antoni Grusiecki
- dowódca plutonu artylerii piechoty – por. Franciszek Piasek
- dowódca plutonu pionierów - por. Tadeusz Horodyski
- dowódca plutonu przeciwgazowego – por. Władysław Dański

## Symbole pułku
Sztandar

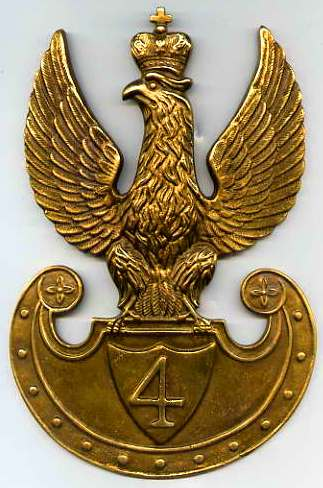
Orzełek 4 ppleg

8 lipca 1923 roku generał broni Lucjan Żeligowski w imieniu Prezydenta RP wręczył pułkowi chorągiew ufundowaną przez społeczeństwo Kielc oraz powiatów: kieleckiego, jędrzejowskiego, włoszczowskiego i opatowskiego. Losy sztandaru po 1939 roku są nieznane.
Odznaka pułkowa
4 pułk piechoty posiadał cztery odznaki:

Pierwszy wzór odznaki stanowi okrągła tarcza, w którą wpisany jest krzyż z orłem typu jagiellońskiego. Na ramionach krzyża numer pułku 4. Jednoczęściowa - wykonana w tombaku srebrzonym, bita z głęboką kontrą. Wymiary: 40x40 mm. Wykonanie: Stanisław Lipczyński - Warszawa.
- Wprowadzona Rozkazem Dziennym Dowódcy 4 PP nr. 238 z 14 września 1916 r.

Odznakę stanowi prawoskrętna swastyka z kwadratową tarczą z orłem bez korony pośrodku. Na bokach tarczy napis "ROK WOJNY ZASŁUGA 1915 - 1916 4 PP". W Na górnym ramieniu swastyki numer 4 wpisano w płomienie, na prawym ramieniu 4 PP LP 1917. Jednoczęściowa wykonana z aluminium. Wymiary: 40 x 40 mm.
- Zatwierdzona Dziennikiem Rozkazów Ministra Spraw wojskowych nr. 49 z 13 grudnia 1921 r.

Odznakę stanowi prawoskrętna swastyka z kwadratową tarczą ze zmienionym wizerunkiem orła od poprzedniej wersji. Na bokach tarczy napis "ZA WALECZNOŚĆ 4 PP LP RP 1915 - 1916 4 PP". Jednoczęściowa wykonana z aluminium. Wymiary: 40 x 40 mm.
- Zatwierdzona Dziennikiem Rozkazów Ministra Spraw Wojskowych nr 31 z 8 listopada 1928 r.

Odznaka ma kształt okrągłej ażurowej tarczy obwiedzionej wieńcem laurowym na którym wpisano numer i inicjały pułku 4 PP L. Środek odznaki wypełnia wizerunek swastyki z orłem wzór 1927 na romboidalnej tarczy. Jednoczęściowa - oficerska, wykonana w srebrze, bez emalii. Wymiary: 40 mm Wykonanie: Wiktor Gontarczyk - Warszawa.

## Legioniści
Dowódcy pułku
- ppłk Bolesław Roja (18 III 1915 - 18 VI 1917 → dowódca III Brygady LP)
- ppłk Andrzej Galica (1917)
- mjr Edward Szerauc (2 XI 1918 - 17 I 1919 )
- ppłk Juliusz Zulauf (18 I - 24 VII 1919)
- kpt. Florian Smykal (25 VII - 16 X 1919)
- mjr Mieczysław Smorawiński (17 X 1919 - 5 VIII 1920)
- mjr Florian Smykal (od 6 VIII 1920 - 30 VIII 1921)
- ppłk piech. Stefan Jażdżyński (1 IX 1921 - 31 III 1930 → komendant placu Wilno)
- ppłk dypl. Zygmunt Kuczyński (31 III 1930 - 20 IX 1931 → komendant placu Lwów)
- płk Bolesław Ostrowski (15 IX 1931 - 1 II 1937 → dowódca Pułku KOP „Zdołbunów”)
- ppłk dypl. Zygmunt Berling (27 II 1937 - 20 III 1939 → dyspozycja dowódcy Okręgu Korpusu Nr X)
- ppłk piech. Bronisław Laliczyński (20 III - IX 1939)

Zastępcy dowódcy pułku
- mjr / ppłk piech. Paweł Juracki (10 VII 1922[33] - IV 1928)
- ppłk piech. Bronisław Grzebień (IV 1928[34] – 23 X 1931 → praktyka poborowa w PKU Kielce[35])
- ppłk dypl. piech. Tadeusz Trapszo (23 X 1931 - 28 VI 1933 → dowódca 79 pp)
- ppłk dypl. piech. Aleksander Bieniecki (VI 1933[36] – IV 1934 → stan spoczynku z dniem 31 V 1934[37])
- ppłk piech. Witold Ciechanowicz (od IV 1934[38] – ? → zastępca dowódcy 52 pp[39])
- ppłk piech. Aleksander Józef Idzik (do IX 1939 → dowódca 154 pp)

II zastępca (kwatermistrz)
- mjr piech. Franciszek Jan Zabiegaj (1939)

### Żołnierze 4 pułku piechoty Legionów – ofiary zbrodni katyńskiej
Biogramy ofiar zbrodni katyńskiej znajdują się między innymi w bazach udostępnionych przez Ministerstwo Kultury i Dziedzictwa Narodowego oraz Muzeum Katyńskie.
| Nazwisko i imię        | stopień    | zawód                | miejsce pracy przed mobilizacją               | zamordowany |
| ---------------------- | ---------- | -------------------- | --------------------------------------------- | ----------- |
| Aleksandrowicz Wacław  | ppor. rez. | urzędnik             | Konsulat RP w Tuluzie                         | Katyń       |
| Banach Czesław         | ppor. rez. | nauczyciel           | Szkoła Powszechna w Zagości                   | Katyń       |
| Bicz Aleksander Józef  | por. rez.  | nauczyciel           | Szkoła Powszechna w Śladkowie Dużym           | Katyń       |
| Butwiłło Witold        | kapitan    | żołnierz zawodowy    | zastępca oficera mobilizacyjnego 4 pp         | Katyń       |
| Czajka Stefan          | ppor. rez. | nauczyciel           | Szkoła Powszechna w Olkuszu                   | Katyń       |
| Czarnik Jan            | ppor. rez. | nauczyciel           | kier. Szkoły Powszechnej nr 16 w Częstochowie | Katyń       |
| Dachowski Władysław    | ppor. rez. | nauczyciel           | Szkoła Powszechna w Stepaniu                  | Katyń       |
| Dolemba Piotr Józef    | porucznik  | żołnierz zawodowy    | dowódca 6/4 pp Leg.                           | Katyń       |
| Jaroński Bogdan        | ppor. rez. | prawnik, mgr         | praktyka w Kielcach                           | Katyń       |
| Krzemień Władysław     | por. rez.  | nauczyciel           | kier. Szkoły Powszechnej w Zaryszynie         | Katyń       |
| Lipiec Julian          | ppor. rez. |                      |                                               | Katyń       |
| Machniak Wacław        | ppor. rez. | nauczyciel           | Szkoła Powszechna w Kumelsku                  | Katyń       |
| Młudzik Franciszek     | por. rez.  | nauczyciel           | kier. Szkoły Powszechnej w Piórkowie          | Katyń       |
| Ogłaza Boguchwał       | major      | żołnierz zawodowy    | dowódca Kursu Podchorążych Rezerwy 2 DP       | Katyń       |
| Olkuśnik Marian        | ppor. rez. | nauczyciel           | Szkoła Powszechna w Pacanowie                 | Katyń       |
| Pasławski Wladysław    | ppor. rez. | nauczyciel           | Szkoła Powszechna w Domaszowicach             | Katyń       |
| Piekielniak Jan        | ppor. rez. | absolwent UJ         |                                               | Katyń       |
| Przeorski Adolf        | ppor. rez. | urzędnik             | Urząd skarbowy                                | Katyń       |
| Romańczuk Zygmunt      | ppor. rez. |                      |                                               | Katyń       |
| Ryżewski Henryk        | por. rez.  | żołnierz kontraktowy |                                               | Katyń       |
| Skrzyński Jan          | ppor. rez. |                      |                                               | Katyń       |
| Sławiński Stefan       | ppor. rez. | nauczyciel           | szkoła w Czepiec-Poraju                       | Katyń       |
| Szczeciński Kazimierz  | ppor. rez. | urzędnik             | Magistrat m. Jędrzejowa                       | Katyń       |
| Tomczyk Wiktor         | ppor. rez. | nauczyciel, mgr      |                                               | Katyń       |
| Toporski Bolesław      | ppor. rez. |                      | Magistrat m. Kielce                           | Katyń       |
| Turek Jan              | ppor. rez. | absolwent AH         |                                               | Katyń       |
| Wawrzkiewicz Bolesław  | porucznik  | żołnierz zawodowy    | 4 pp Leg. (OZ 2 DP Leg.)                      | Katyń       |
| Urban Stanisław        | ppor. rez. |                      | Urząd Gminny w Wodzisławiu                    | Katyń       |
| Wąwoźniak Teodor       | ppor. rez. | urzędnik             | sąd w Kielcach                                | Katyń       |
| Żuromiński Marian      | ppor. rez. | prawnik              |                                               | Katyń       |
| Borowski Władysław     | ppor. rez. | buchalter            |                                               | Charków     |
| Jakubielski Ludwik     | por. rez.  | nauczyciel           | szkoła średnia w Olkuszu                      | Charków     |
| Januszewski Józef      | ppor. rez. |                      |                                               | Charków     |
| Kasprowicz Zdzisław    | ppor. rez. | nauczyciel           |                                               | Charków     |
| Orczykowski Przemysław | kapitan    | żołnierz zawodowy    | dowódca 2 kkm/4 pp Leg.                       | Charków     |
| Rosół Teofil           | por. rez.  | nauczyciel           |                                               | Charków     |
| Schuberth Karol        | por. rez.  | ekonomista           |                                               | Charków     |
| Siekański Roman        | por. rez.  | nauczyciel           | kier. szkoły w Bydlinie                       | Charków     |
| Struzikiewicz Teofil   | ppor. rez. | nauczyciel           | szkoła w Skalbmierzu                          | Charków     |
| Wielgus Stanisław      | por. rez.  | rejent               | sąd w Kamieniu Koszyrskim                     | Charków     |
| Żelawski Zygmunt       | ppor. rez. | absolwent SGH        |                                               | Charków     |
| Majcher Jan            | ppor. rez. | prawnik              |                                               | ULK         |